# Farid Haykal Khazen
Farid Haykal Khazen (né en 1970) est un homme politique libanais.
Héritier d’une famille politique Khazen, il est élu député maronite du Kesrouan en 2000 et fait partie des plus jeunes membres du Parlement libanais.
En octobre 2004, au sein du gouvernement de Omar Karamé, il est nommé ministre du Tourisme. Il démissionne du gouvernement le 18 février 2005, quatre jours après l’assassinat de Rafiq Hariri, en protestation contre l’inaction gouvernementale et sentant l’ampleur du mouvement populaire qui s’annonçait.
Il rejoint en fin de compte l'opposition et participe aux élections législatives de juin 2005 sur la liste des forces de l'Alliance du 14 Mars, créant la surprise en brisant son alliance et tournant le dos à l’ancien ministre Fares Boueiz. Néanmoins, il échoue à se faire élire, comme tous ses colistiers, face à la liste dirigée par Michel Aoun.
Il se rapproche alors de nouveau de la Syrie sans que cela lui assure un siège sur la liste de Michel Aoun. Il se présente aux élections de 2009 de nouveau sur une liste d'alliance avec le 14 mars, mais échoue une nouvelle fois.
9 ans après les dernières elections parlementaires, Farid Haykal El Khazen rejoint le parlement Libanais, recevant plus de 9000 votes dans Kesserwan-Ftouh et Jbeil, aux élections parlementaires le 6 mai 2018.